# حاجي آباد (آبجدان)
حاجي آباد (بالفارسية: حاجی‌آباد) هي منطقة سكنية تقع في إيران في قسم آبجدان الريفي. يقدر عدد سكانها بـ 35 نسمة .